# 杜尔孔
杜尔孔（法語：Doulcon，法語發音：[dulkɔ̃]）是法国默兹省的一个市镇，属于凡尔登区。

## 地理
杜尔孔（49°22'53"N, 5°10'11"E）面积8.57 平方千米，位于法国大東部大區默兹省，该省份为法国西北部内陆省份，北与比利时接壤，西接马恩省和阿登省，南至上马恩省和孚日省，东临默尔特-摩泽尔省。
与杜尔孔接壤的市镇（或旧市镇、城区）包括：安克勒维尔、大克莱里、小克莱里、默兹河畔丹、蒙德旺萨塞、默兹河畔萨塞、维莱尔德旺丹。

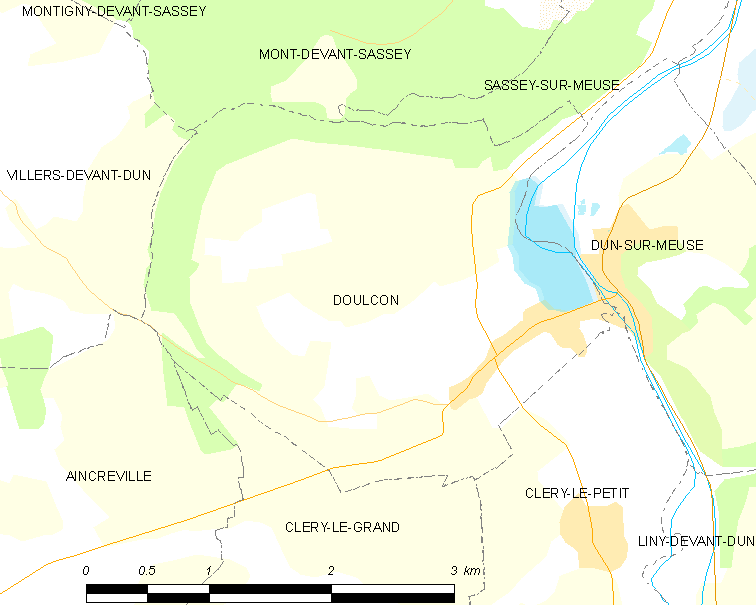
杜尔孔的OSM定位图

杜尔孔的时区为UTC+01:00、UTC+02:00（夏令时）。

## 行政
杜尔孔的邮政编码为55110，INSEE市镇编码为55165。

## 政治
杜尔孔所属的省级选区为斯特奈县。

## 人口

1962-2008年间杜尔孔人口变化图示

杜尔孔于2022年1月1日时的人口数量为422人。